# مایک لازاریدیس
مایک لازاریدیس (به انگلیسی: Mike Lazaridis)، (به یونانی: Μιχαήλ (Μιχάλης) Λαζαρίδης)، (به ترکی استانبولی: Mihalis Lazaridis)، (زاده ۱۴ مارس ۱۹۶۱) کارآفرین، سرمایه‌گذار و مدیر ارشد اجرایی کانادایی یونانی‌تبار زاده ترکیه است، که در سال ۱۹۸۴ شرکت بلک‌بری لیمیتد را تأسیس کرد. وی در سال ۱۹۹۹ مؤسسه پریمتر را نیز بنیان نهاد. لازاریدیس سازنده نخستین گوشی‌های تلفن همراه بلک‌بری بود.